# 高雄市立三民高級中學
高雄市立三民高級中學，縮寫：SMHS，簡稱三民高中。是位於三民區的市立高級中學。

## 校史
- 1994年8月，成立籌備處。
- 1996年6月，新建大樓完成啟用。
- 1996年7月，正式設校招生，定名「高雄市立三民高級中學」。首屆招生10班。
- 1997年7月，招收新生12班（男、女兼收）。
- 2001年，第二期校舍完工。
- 2005年11月，藝文展覽館裝修、機電工程、圓形藝術壁燈光美化工程完工啟用。
- 2006年10月，韻律健身館、多功能圖書館完工啟用。
- 2007年9月，各科辦公室裝修完成。
- 2007年12月，韓國KAIST大學院長率團蒞校參訪。日本東京、大阪、橫濱三所中華學校校長率團蒞校參訪。「學思」意象園區、 雕塑園區、「榮榕步道」LED燈裝置、「SMHS」意象景觀園區、鼎鐘園區等工程完工。
- 2023年9月，原劉人誠校長與原雄商楊文堯校長職務對調，改由楊文堯先生擔任校長一職。

## 歷任校長
1996年:陳學良先生擔任首任校長

## 外部連結
- 三民高中校網（页面存档备份，存于）
- 高雄市立三民高級中學在台灣棒球維基館上的頁面（繁體中文）